# فروساسكو
فروساسكو هي بلدية تقع في مدينة تورينو الحضرية في منطقة بيدمونت الإيطالية، وتقع على بعد حوالي 30 كم جنوب غرب تورينو .

## تاريخ
حتى لو كان الكلت يسكنون منطقة فروساسكو، واستقر اللومبارد فيها بعد سقوط الإمبراطورية الرومانية الغربية كما يتضح من الحفريات الأثرية في منطقة بيفيو والتي سلطت عليها الأضواء بواسطة المقبرة القديمة، ويتميز تخطيط وسط المدينة بتصميم روماني نموذجي على ما يبدو، ولكنه يعود إلى أصول العصور الوسطى.
وفي ما قبل كانت فروساسكو مملوكة لدير نوفاليسا، والذي تبرع به في عام 1064 إلى سانتا ماريا كلويستر في بينيرولو المملوكة للماركونية أديلايد سوسا. وقد أعطيت القرية في عام 1561 إلى كونت بروفانا ليني، وثم احتلت من قبل الفرنسيين بين عامي 1536 و 1539، وعادت بعدها إلى حكم آل سافوي لكنها أصبحت مرة أخرى تحت سيطرة الفرنسيين بين عامي 1593 و 1595، حتى أصبحت بلدية إيطالية.

## ساجرا ديجلي أبا
ساجرا ديجلي أبا هو مهرجان يحتفل بالتناقضات الأربعة للمدينة ويقام في بداية شهر أغسطس.

## المدن التوأم - المدن الشقيقة
فروساسكو توأمة مع:
- سانتا جان دي مويران, فرنسا
- بيامونتي , الأرجنتين